# Mirosława Garlicka
Mirosława Garlicka, również jako Mirosława Garlicka-Jaworska, Mirosława Jaworska (ur. 24 listopada 1928 w Pszczynie, zm. 12 lutego 2005 w Łodzi) – polska montażystka filmowa.

## Nagrody
Dwukrotna laureatka Nagrody za montaż na Festiwalu Polskich Filmów Fabularnych: w 1984 za montaż filmu Niech cię odleci mara i w 1987 za montaż filmu Życie wewnętrzne.

## Wybrana filmografia
jako autorka montażu:

- Krzyżacy (1960)
- Życie raz jeszcze (1964)
- Pingwin (1964)
- Chudy i inni (1966)
- Słońce wschodzi raz na dzień (1967)
- Stawka większa niż życie (1967-1968) - serial (odc. 2,4,5,10,11,12,14,15,17,18)
- Doktor Ewa (1970) - serial
- Poszukiwany, poszukiwana (1972)
- Czarne chmury (1973) - serial
- Pełnia nad głowami (1974)
- Życie na gorąco (1978) - serial
- Szansa (1979)
- Ćma (1981)
- Vabank (1981)
- Był jazz (1981)
- Jan Serce (1981) - serial
- Niech cię odleci mara (1982)
- Wierna rzeka (1983)
- Seksmisja (1983)
- Vabank II czyli riposta (1984)
- Idol (1984)
- Dom wariatów (1984)
- Medium (1985)
- Kochankowie mojej mamy (1985)
- Życie wewnętrzne (1986)
- Łuk Erosa (1987)
- Kingsajz (1987)
- Deja Vu (1989)
- Obywatel świata (1991)
- Skarga (1991)
- Księga wielkich życzeń (1997)